# George Julius Scrope

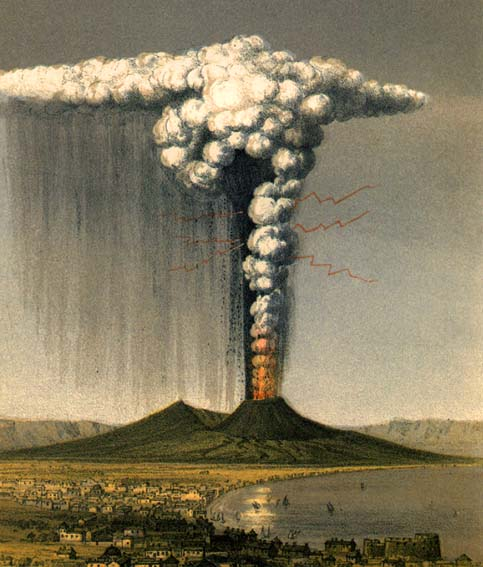
Eruption des Vesuv im Jahr 1822 – beschreibende Illustration durch G. J. Scrope

George Julius Scrope (* 10. März 1797 in London; † 19. Januar 1876 in Cobham, Surrey) war ein englischer Geologe.
George Julius (Poulett) Scrope wurde am 10. März 1797 als zweiter Sohn des Großkaufmanns J. Poulett Thomson in dem heutigen Londoner  Stadtteil Surrey geboren. Nach der Schulausbildung besuchte er kurze Zeit das Pembroke College in Oxford und anschließend das bekannte St John’s College in Cambridge, das er im Jahr 1821 mit dem Bachelor of Arts abschloss. Schon frühzeitig interessierte er sich für naturwissenschaftliche Themen insbesondere für Geographie und Geologie. So studierte er während eines längeren Aufenthalts in Italien (1817–1820) intensiv die vulkanischen Phänomene des Vesuvs und des Ätnas. Im Oktober 1822 wurde er selbst Augenzeuge einer starken Eruption des Vesuv. Scrope protokollierte und diskutierte ausführlich die Expansivkräfte der unterirdischen Magma und vor allem  die gewaltigen Expansivkräfte heißer Dämpfe (bis zu 800 °C), die beim unmittelbaren Kontakt mit den kühleren Luftschichten der Atmosphäre nicht kalkulierbare physikalische Phänomene (z. B. pyroklastische Ströme, Eruptionsgewitter) hervorrufen können, von denen eine Gefährdung für Mensch und Umwelt ausgehen kann (s. nebenstehende Illustration von G.J. Scrope aus dem Jahr 1864).
1824 wurde G.J. Scrope Ehrenmitglied der Geological Society of London und 1867 mit der Verleihung der Wollaston-Medaille geehrt. Der Wissenschaftler veröffentlichte während seines Lebens mehrere grundlegende geologische Werke über den Vulkanismus.